# 홍성 수룡동 당제
홍성수룡동당제(洪城水龍洞堂祭)는 충청남도 홍성군 서부면 판교리에서 행해지는 제례이다. 2003년 10월 30일 충청남도의 무형문화재 제36호로 지정되었다.

## 지정 사유
서부면 판교리 수룡동 마을의 안녕과 풍어를 기원하는 일종의 풍어제로서, 약 400년 전부터 시작 전승되었다고 전한다.
수룡동 당제에서 모셔지는 오당(五堂)과 그에 대한 제의는 서해안 도서 및 해안지방 당제의 전형적인 한 유형이다.

## 참고 문헌
- 홍성 수룡동 당제 - 국가유산청 국가유산포털